# Tamaiti Star
Tamaiti Willie Star – nauruański polityk. 
Były członek parlamentu nauruańskiego. Był ambasadorem i konsulem Republiki Nauru w Australii. 